# فريمبورغ مانسو
فريمبورغ مانسو (بالإنجليزية: Frimpong Manso)‏ هو لاعب كرة قدم ومدرب كرة قدم غاني في مركز الدفاع، ولد في 15 مايو 1959 في غانا. شارك مع منتخب غانا تحت 17 سنة لكرة القدم ومنتخب غانا لكرة القدم. أما مع النوادي، فقد لعب مع أشانتي كوتوكو.

## وصلات خارجية
- فريمبورغ مانسو على موقع قاعدة بيانات كرة القدم.إي يو (الإنجليزية)
- فريمبورغ مانسو على موقع ناشيونال فوتبول تيمز (الإنجليزية)